# 二宮春久
二宮 春久（にのみや はるひさ）は、戦国時代から安土桃山時代にかけての武将。毛利氏家臣。嫡男は二宮就辰。

## 生涯
永正8年（1511年）、二宮経政の嫡男として生まれる。
大永2年（1522年）3月6日、安芸国の寺原台ヶ尾で吉川興経と武田信重が戦った際に祖父・二宮光信と父・経政が吉川氏に付いて戦ったが、共に戦死した。当時まだ幼少であった春久は以後、安芸国高田郡井原で母に養育されることとなった。成長した春久に武勇の器量があると聞き及んだ毛利元就に召し出され、毛利氏家臣となる。
天文9年（1540年）9月、鎗分・太田口の戦いにおいて尼子晴久の軍と戦った時、春久は槍をもって敵軍へ攻め懸け、敵を討ち取る武功を挙げた。その恩賞として三反田の地を与えられた。
天文15年（1546年）に嫡男の就辰が生まれたが、『閥閲録』によれば、就辰の実父は元就とされ、元就の正室である妙玖の死去の数ヶ月後に誕生したとされる。しかし元就としては正室が病床にある手前、側室が元就の子を出産することは体面が悪かったため、妊娠7ヶ月の側室・矢田氏（備後国の矢田元通の娘）を春久に遣わし、その後に就辰が誕生したという。いずれにしても就辰は春久の子として養育されることとなる。
文禄2年（1593年）12月27日に死去。享年83。